# Ballard Spur
Der Ballard Spur ist ein Felssporn in der antarktischen Ross Dependency. Er ragt 8 km nördlich des Kap Wilson auf der Ostseite der Nash Range auf.
Der United States Geological Survey kartierte ihn anhand von Tellurometervermessungen und Luftaufnahmen der United States Navy aus den Jahren von 1960 bis 1962. Das Advisory Committee on Antarctic Names benannte ihn nach Thomas B. Ballard, Polarlichtforscher des United States Antarctic Research Program auf der Hallett-Station im Jahr 1961.